# Kananggar
Kananggar is een bestuurslaag in het regentschap Oost-Soemba van de provincie Oost-Nusa Tenggara, Indonesië. Kananggar telt 1364 inwoners (volkstelling 2010).